# Дейвънпорт (Вашингтон)
Вижте пояснителната страница за други значения на Дейвънпорт.
Дейвънпорт (на английски: Davenport) е град в окръг Линкълн, щата Вашингтон, САЩ. Дейвънпорт е с население от 1730 жители (2000) и обща площ от 3,9 km². Намира се на 724 m надморска височина. ЗИП кодът му е 99122, а телефонният му код е 509.